# Toleranční kostel (Strměchy)
Toleranční kostel je evangelický kostel v Strměchách v okrese Pelhřimov. Kostel je chráněn jako kulturní památka.

## Historie sboru
Koncem roku 1781 navštívil příbuzné ve Strměchách bývalý katolický kostelník z Nové Cerekve Antonín Kubeš (po přestoupení k evangelické víře se přestěhoval do Berlína. Cestou k příbuzným se o nově vydaném tolerančním patentu náhodně dozvěděl a ve Strměchách informaci sdělil. Tajní evangelíci a občané Strměch se ihned začala hlásit k reformovanému vyznání. Nebyl jich však dostatečný počet (pět set), nemohli ustavit vlastní samostatný sbor a připojili se ke sboru v blízké Moravči, společně ustavili v roce 1782 vlastní sbor.
Prvním farářem se stal Jan Szalatnay st. (* 1758 Miskolc). Jeho působení nebylo lehké, protože neuměl česky, rychle se však česky naučil. První kázání měl 29. února 1784, střídal kázání v Moravči a Strměchách. Úřad faráře vykonával do roku 1874, kdy ho předal synovi Janu Szalatnayovi ml. (* 1793 v Moravči), který mu vypomáhal již od roku 1820. Mezitím se sbor rozrostl na 1600 členů. V roce 1867 se strměšský sbor osamostatnil a prvním farářem samostatného sboru se stal Pavel Jan Jelen.
V roce 2000 byl sbor přejmenován na Pelhřimov-Strměchy, protože z Pelhřimova byla většina členů sboru a také se obec Strměchy stala městskou součástí města Pelhřimova.

## Stavba modlitebny
Ve Strměchách se bohoslužby konaly nejprve ve stodole sedláka Vaverky. Tehdejší krajský úřad v Táboře povolil postavení vlastního filiálního modlitebního domu, stavba začala v roce 1787. Obyvatel obce Strměch poskytl vlastní pozemek, vlastníci lesů dřevo, jiní lámali a vozili kámen. Současně byla vypsána sbírka na výplaty řemeslníkům a nákup dalšího potřebného materiálu a zařízení.
Modlitebna byla postavena za rok, v listopadu 1788 byla posvěcena a farář Jan Szalatnay v něm začal kázat.
V roce 1881 při stoletém výročí tolerančního patentu byl interiér kostela upraven, kolem kazatelny doplněny ze tří stran lavice.

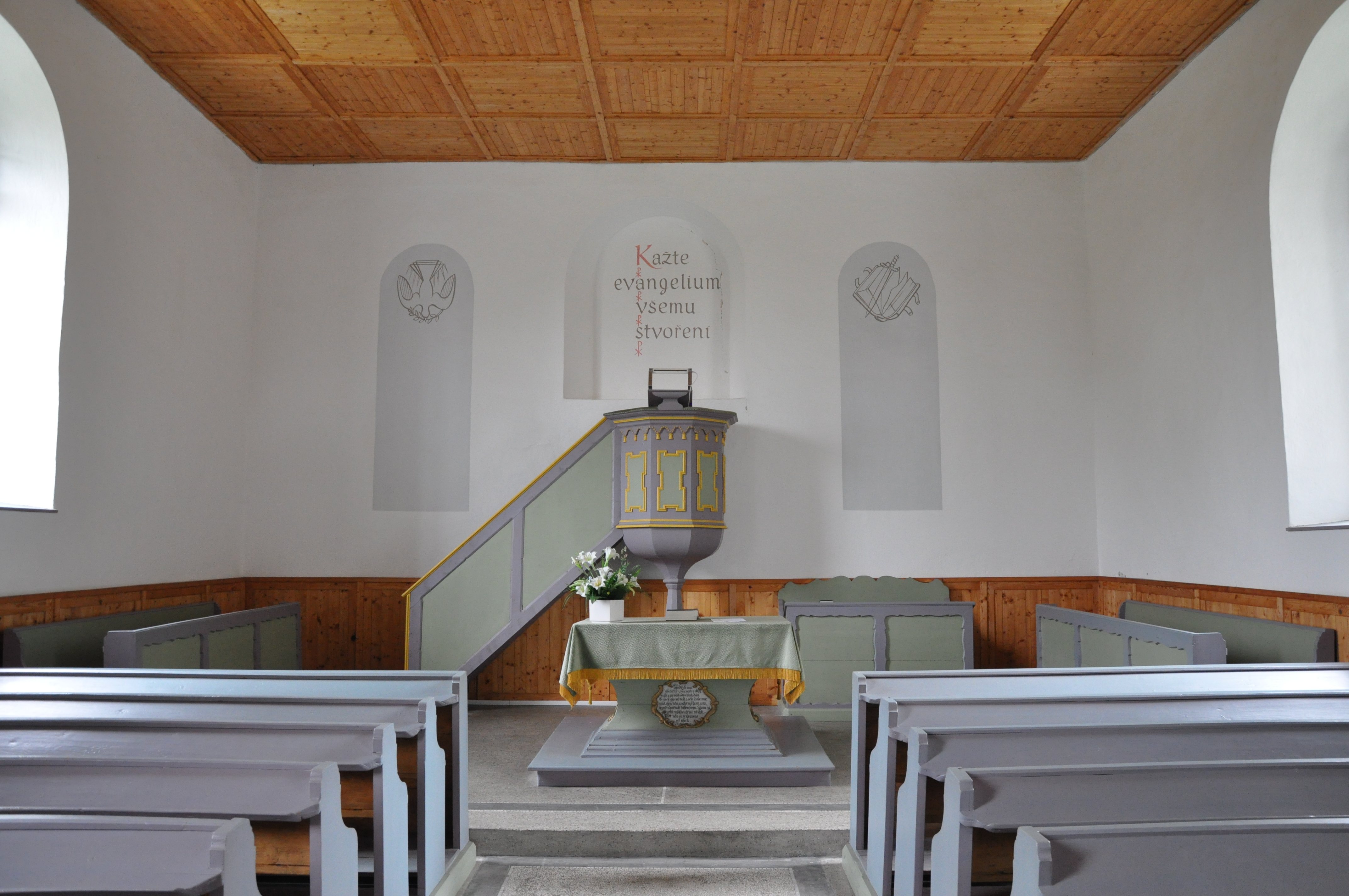
Interiér modlitebny

V letech 1990-1991 za působení faráře Zdeňka Souška v letech 1990-1994 byl kostel generálně opraven.

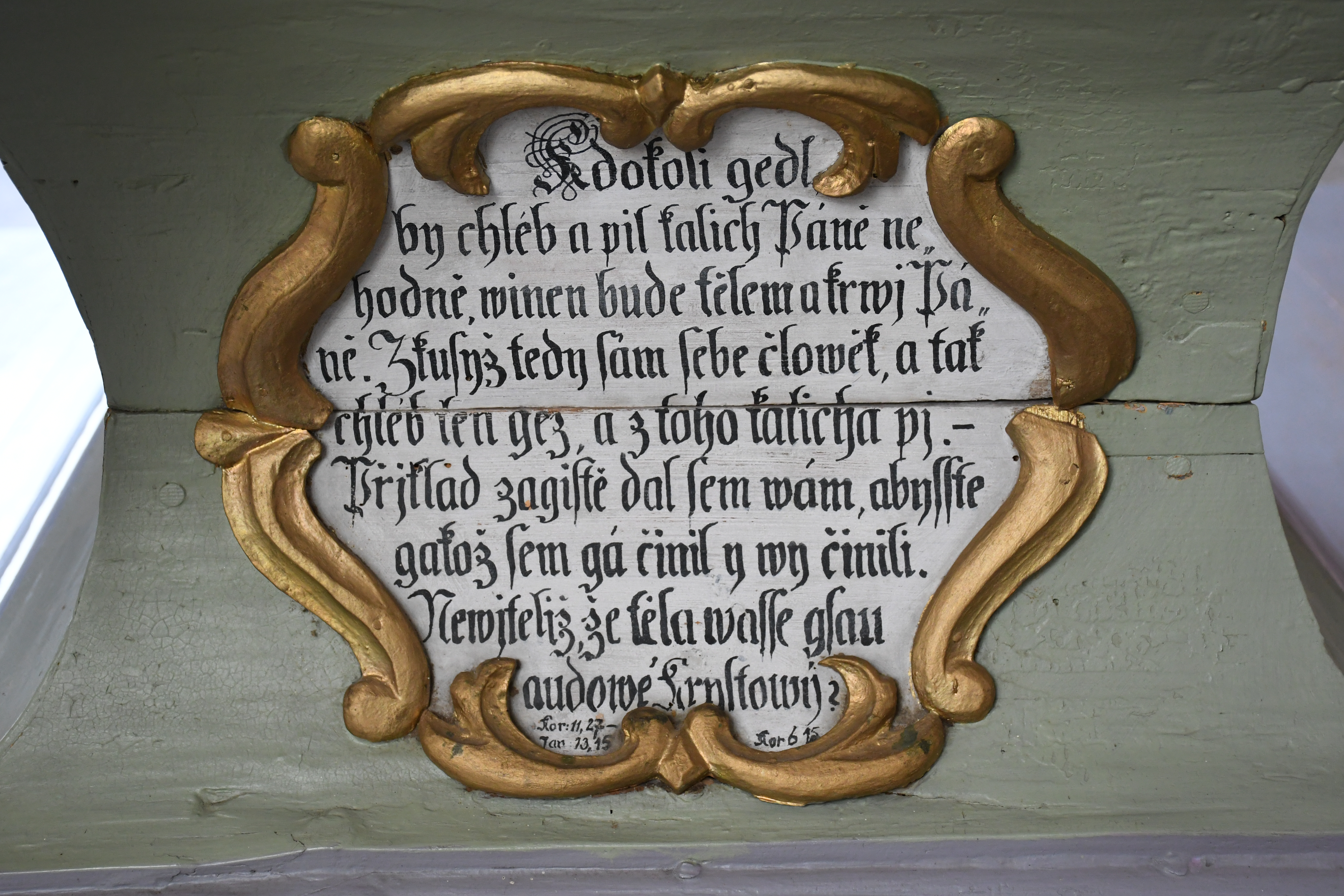
Interiér kostela

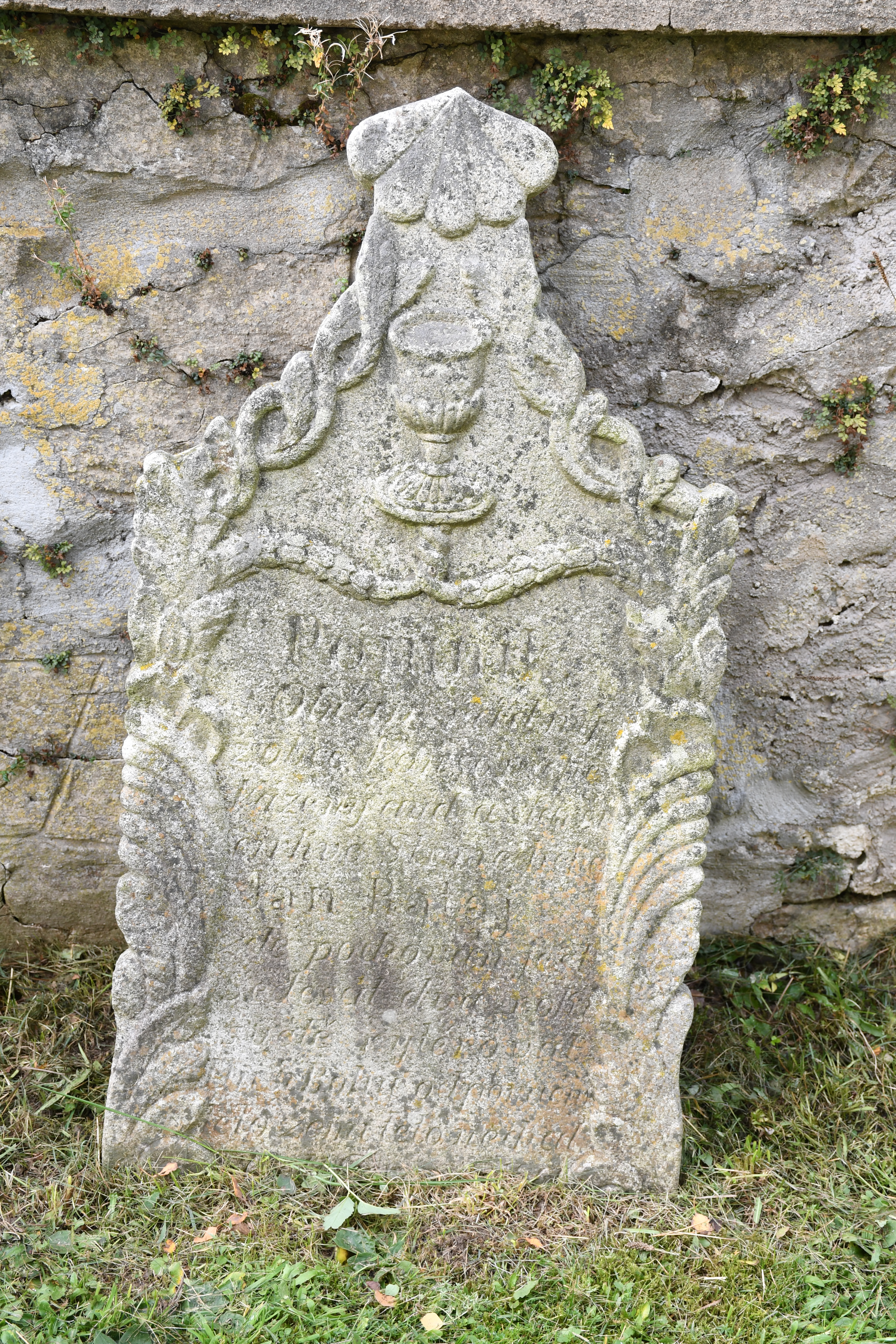
Původní náhrobek na evangelickém hřbitově

## Architektura
Modlitebna je podélná budova s bosovanými nárožími a trojúhelníkovým štítem v průčelí. Původní stavba byla jednoduchá s malými okénky a měla hliněnou podlahu. Teprve po zrušení tolerančních opatření mohla být lépe vybavena (podlaha), trvale zůstala bez věže.
Modlitebna je velmi hodnotná evangelická sakrální architektura postavená krátce po vyhlášení tolerančního patentu. Dodnes má původní typický vzhled obdélné stavby bez věže.

## Hřbitov
Současně se stavbou modlitebny byl založen hřbitov. Zůstal zcela původní i s náhrobky prvních farářů.

## Evangelická škola
Evangelická škola byla založena současně se stavbou modlitebny v roce 1788 jako filiální, učit se začalo v roce 1789. Prvním učitelem byl Ignác Soukup z Valteřic z libštátského sboru. Od roku 1869 škola byla samostatná i v nové budově, k níž byl základní kámen položen 2. července 1867. Škole, které bylo uděleno právo veřejnosti v roce 1887, sloužila do roku 1899.

## Evangelická fara
Fara byla postavena v roce 1870. Ve 20. letech 20. století byla opravena a odvlhčena. Dnes slouží jako rekreační objekt Českobratrské církve evangelické.